# Невысыхающие масла

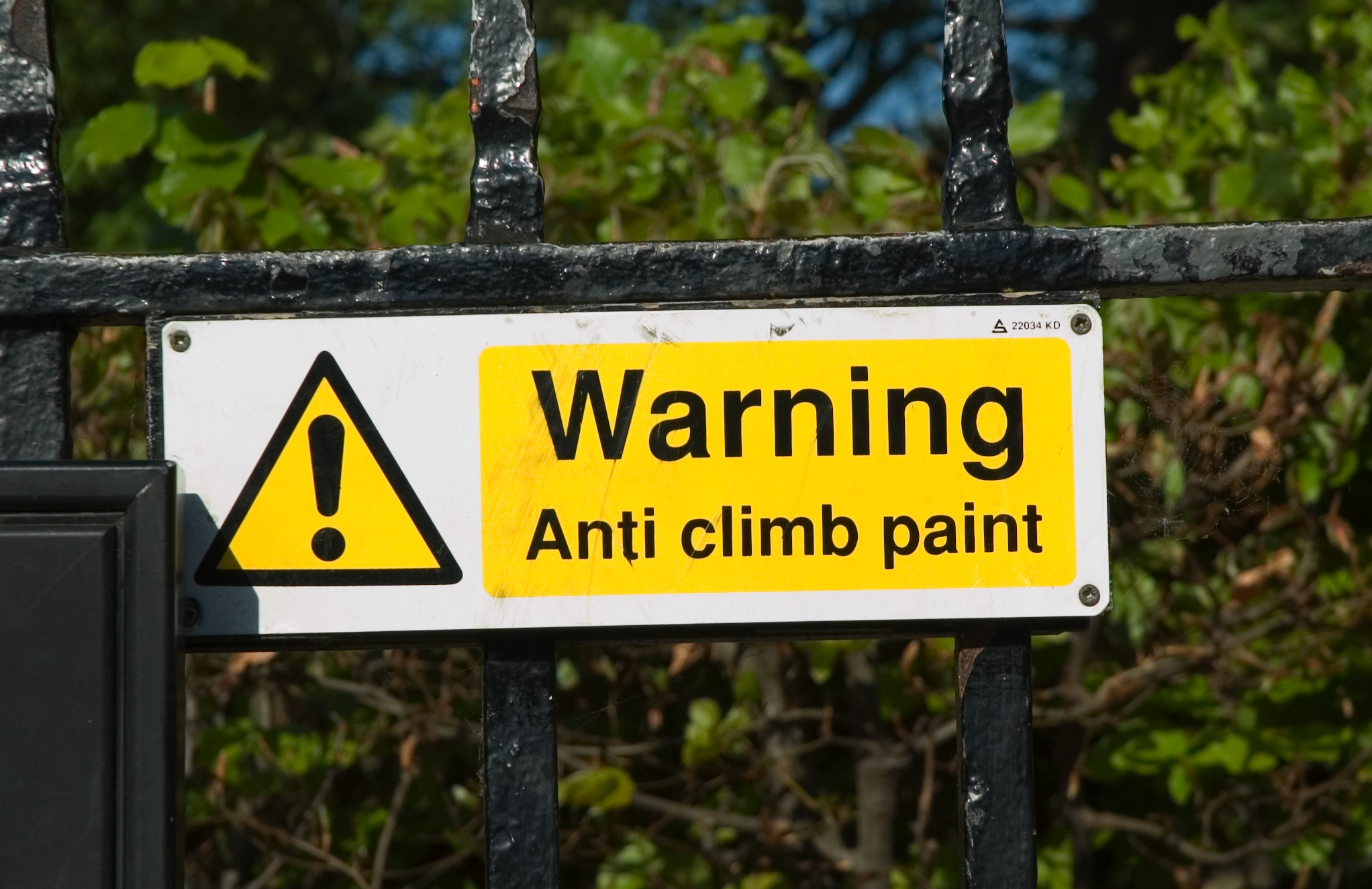
Невысыхающие масла могут применяться как антивандальная смазка на объектах, куда ограничен доступ

Невысыхающее масло — масло, которое не затвердевает и остаётся жидким при контакте с воздухом. Масла с йодным числом менее 115 считаются невысыхающими.

## Применение
Невысыхающие масла применяются для изготовления:
- Промышленные смазки
- Антивандальные смазки
- Детские масла

## Перечень
- Миндальное масло
- Бабассу
- Масло баобаба
- Касторовое масло
- Какао-масло
- Кокосовое масло
- Рапсовое масло
- Масло макадамии
- Масло семян Нахара
- Минеральное масло
- Оливковое масло
- Арахисовое масло
- Масло чайных семян
- Масло тигрового ореха
- Нефть